# Омский государственный педагогический университет
Омский государственный педагогический университет (ОмГПУ) — педагогическое высшее учебное заведение в Омске.

## История
Омский государственный педагогический университет образован постановлением Совета Народных Комиссаров РСФСР от 25 марта 1932 года № 298 как Омский педагогический институт . Первоначально в состав института вошли три факультета — филологический, физико-математический и биолого-химический. Первый набор — 120 человек. Первый выпуск — 79 специалистов.

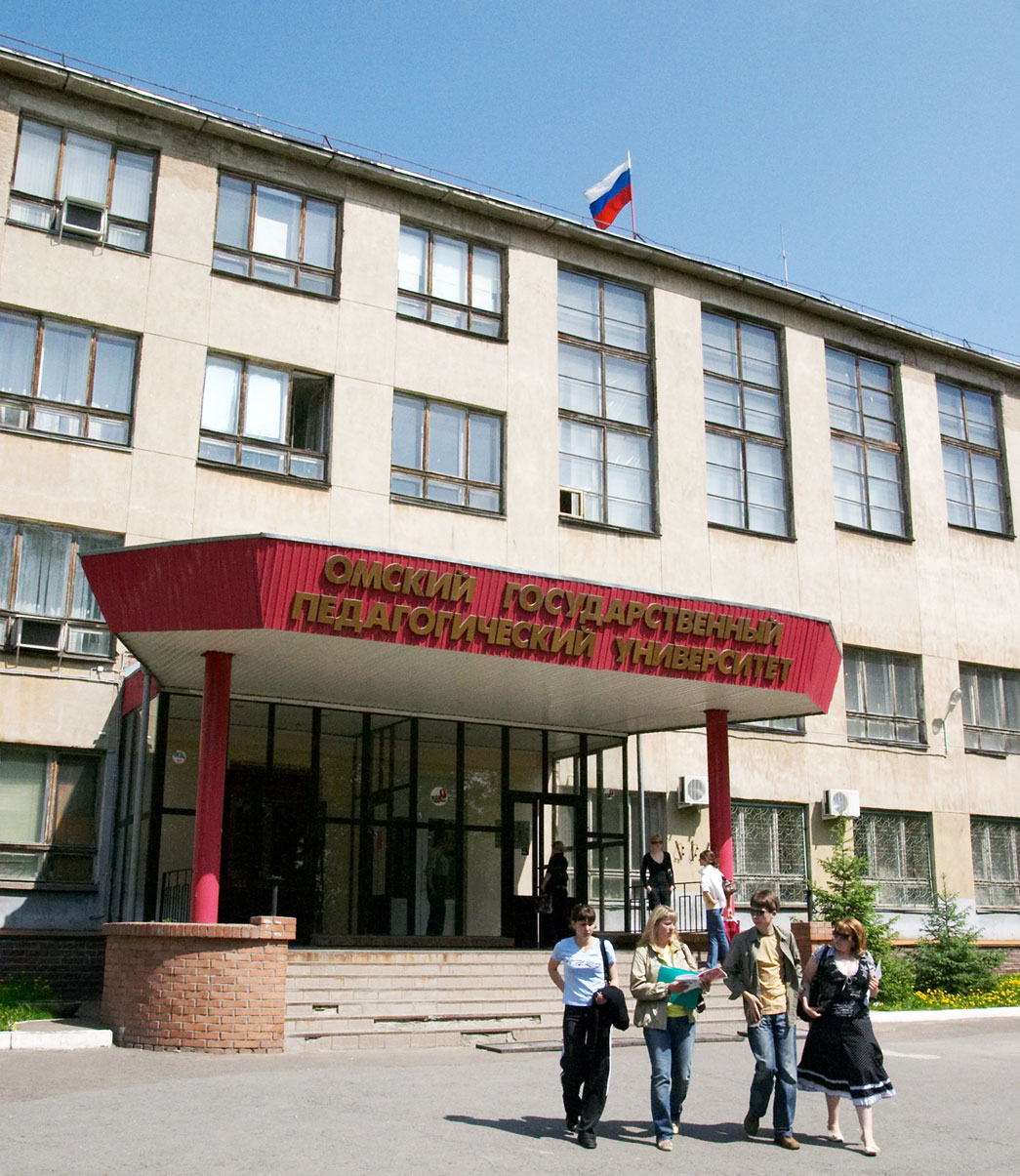
Главный корпус ОмГПУ

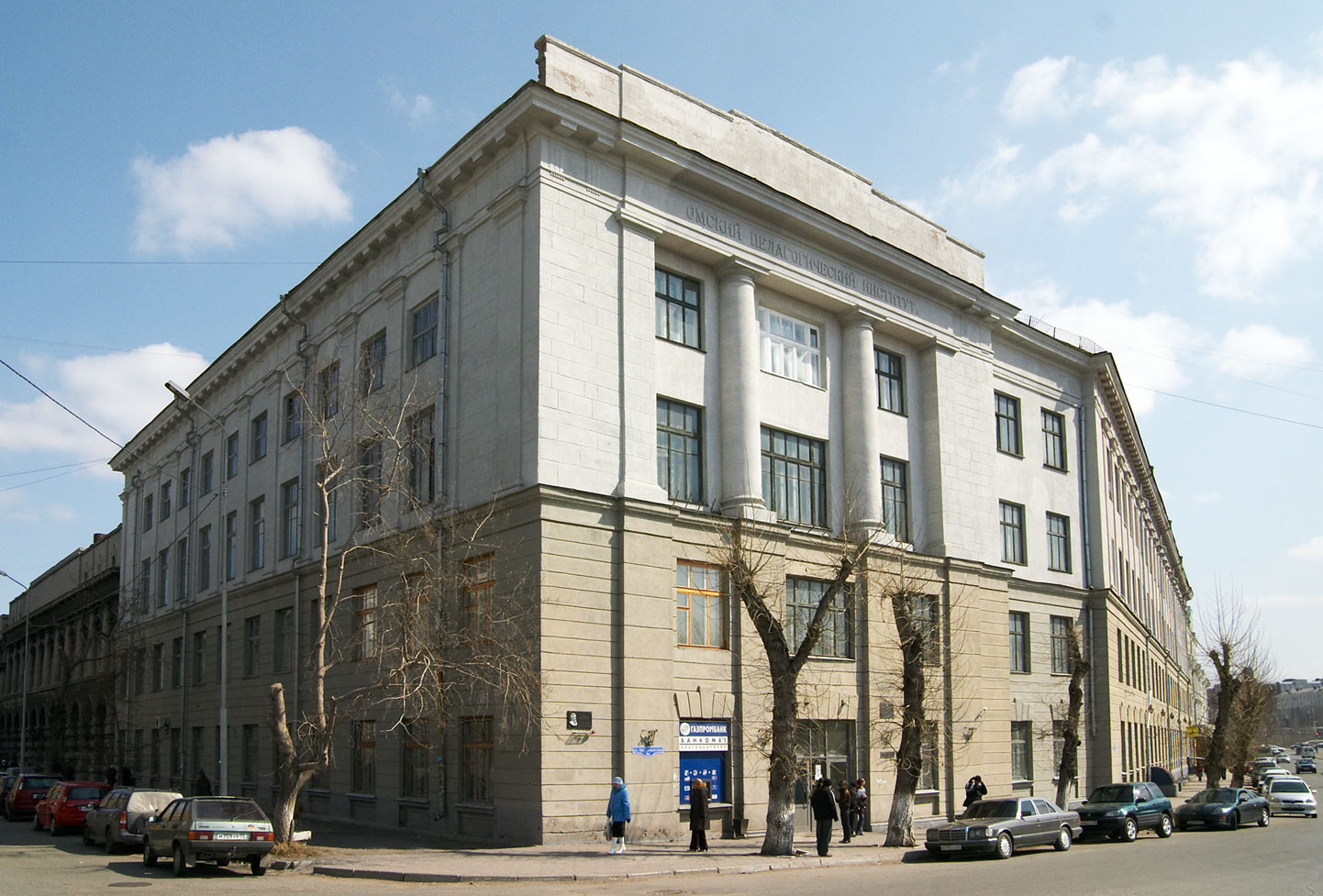
Второй корпус ОмГПУ

До войны ещё были открыты исторический и географический факультеты, после войны — факультет иностранных языков, начальных классов и повышения квалификации.
В 1936 году институту было присвоено имя Алексея Максимовича Горького.
В 1982 году институт был награждён орденом «Знак Почёта» за огромный вклад в дело подготовки педагогов.
В 1993 году педагогический институт получил статус университета.

## Структура
9 факультетов, институт искусств, институт непрерывного профессионального образования, 62 кафедры, филиал в городе Тара.

## Преподаватели
В разное время в Омском государственном педагогическом институте, затем университете работали и работают известные омичи: учёные, художники.

### Факультет искусств (в прошлом Художественно-графический факультет с 1960)
- Белов С. К. (1937—1989) — художник график, Заслуженный деятель искусств РСФСР, один из основателей ХГФ.
- Босенко В. А. (1925—1985) — художник, преподаватель 1962—1972 гг.
- Ли́беров А. Н. (1911—2001) — художник, Народный художник РСФСР, заслуженный деятель искусств РСФСР, член-корреспондент Академии художеств России, член Союза художников СССР, почётный гражданин города Омска, профессор, основатель ХГФ.
- Минин Г. Е. (1926—2000) — кандидат педагогических наук, доцент, заведующий Кафедрой труда и прикладных искусств (1970—1974), заведующий кафедрой труда и технических средств обучения (с 1974).
- Минин П. Г. (род. 1962) — художник, член Союза художников России, доцент.
- Слободин М. И. (1931—1990) — художник, Заслуженный работник культуры РСФСР, профессор, один из основателей ХГФ, зав. кафедрой рисунка.
- Черепанов Р. Ф. (1925—2019) — художник, преподаватель 1962—1968 гг.
- Чермошенцев А. А. (1937—2014) — художник, Заслуженный художник России, профессор кафедры рисунка.
- Штабнов Г. А. (1927—1989) — художник, один из основателей ХГФ, основатель кафедры ДПИ.

## Выпускники
Среди выпускников университета — народные и заслуженные учителя, руководители школ и органов образования, академики, доктора и кандидаты наук, известные журналисты, художники и писатели, государственные, военные и общественные деятели.